# Seki Takakazu
Seki Takakazu (関 孝和, 1642 – 5. decembar 1708), takođe poznat kao Seki Kōwa (関 孝和), bio je japanski matematičar i autor iz Edo perioda.
Seki je položio temelje za kosniji razvoj japanske matematike poznate kao vasan; i bio je opisivan kao „Japanski Njutn”.
On je stvorio novi algebarski notacioni sistem i, motivisan astronomskim proračunima, radio je na infinitezimalnom računu i diofantskim jednačinama. Iako je bio savremenik nemačkog polmata matematičara i filozofa Gotfrida Lajbnica i britanskog matematičara Isaka Njutna, Sekijevo delo je bilo nezavisno. Njegovi naslednici su kasnije razvili školu koja je bila dominantna u japanskoj matematici do kraja Edo perioda.
Iako nije jasno koliko od dostignuća visana je Sekijevo, jer se mnoga od njih pojavljuju samo u spisima njegovih učenika, neki od rezultata su paralelni ili predviđaju one otkrivene u Evropi. Na primer, on je zaslužan za otkriće Bernulijevih brojeva. Rezultata i determinanta (prvo 1683. godine, kompletna verzija najkasnije 1710.) pripisuju se njemu.

## Karijera

### Kineski matematički koreni
Njegova matematika (i vasan u celini) bila je zasnovana na matematičkom znanju akumuliranom od 13. do 15. veka. Materijal u ovim radovima činile su algebra sa numeričkim metodama, polinomska interpolacija i njene primene i neodređene celobrojne jednačine. Sekijev rad je manje-više zasnovan i povezan sa ovim poznatim metodama.
Kineski algebraisti su otkrili numeričku procenu (Hornerov metod, koji je ponovo uspostavio Vilijam Džordž Horner u 19. veku) algebarske jednačine proizvoljnog stepena sa realnim koeficijentima. Koristeći Pitagorinu teoremu, oni su sistematski sveli geometrijske probleme na algebru. Međutim, broj nepoznatih u jednačini bio je prilično ograničen. Koristili su zapise niza brojeva da bi predstavili formulu; na primer, {\displaystyle (a\ b\ c)} za {\displaystyle ax^{2}+bx+c}.
Kasnije su razvili metod koji koristi dvodimenzionalne nizove, koji predstavljaju najviše četiri varijable, ali je obim ove metode bio ograničen. Shodno tome, cilj Sekija i njegovih savremenih japanskih matematičara bio je razvoj opštih multivarijabilnih algebarskih jednačina i teorije eliminacije.
U kineskom pristupu polinomskoj interpolaciji, motivacija je bila predviđanje kretanja nebeskih tela iz observacionih podataka. Metoda je primenjena i za pronalaženje različitih matematičkih formula. Seki je ovu tehniku naučio, najverovatnije, kroz pažljivo ispitivanje kineskih kalendara.

### Takmičenje se sa savremenicima
Godine 1671, Savaguči Kazujuki (沢口 一之), učenik Hašimoto Masakazua (橋本 正数) u Osaki, objavio je Kokon Sanpo Ki (古今算法記), u kojem je dao prvi opis kineske algebre u Japanu. Uspešno ga je primenio na probleme koje su mu predlagali savremenici. Pre njega, ovi zadaci su rešavani aritmetičkim metodama. Na kraju knjige, izazvao je druge matematičare sa 15 novih problema, koji zahtevaju algebarske jednačine sa više varijabli.
Seki je 1674. objavio Hacubi Sanpo (発微算法), dajući rešenja za svih 15 problema. Metoda koju je koristio zove se bošo-ho. Uveo je upotrebu kandžija za predstavljanje nepoznatih i promenljivih u jednačinama. Iako je bilo moguće predstaviti jednačine proizvoljnog stepena (jednom je tretirao 1458. stepen) sa negativnim koeficijentima, nije bilo simbola koji odgovaraju zagradi, jednakosti ili deljenju. Na primer, {\displaystyle ax+b} takođe može značiti {\displaystyle ax+b=0}. Kasnije su sistem poboljšali i drugi matematičari, da bi na kraju postao izražajan kao oni koji su se razvili u Evropi.
Međutim, u svojoj knjizi iz 1674. Seki je dao samo jednačine sa jednom promenljivom koje su rezultat eliminacije, ali uopšte nije prikazao proces, niti svoj novi sistem algebarskih simbola. Bilo je nekoliko grešaka u prvom izdanju. Matematičar iz Hašimotoove škole kritikovao je rad, rekavši da su „samo tri od 15 tačna“ rešenja. Godine 1678, Tanaka Zošizane (田中 由真), koji je bio iz Hašimotoove škole i bio je aktivan u Kjotu, napisao je Sanpo Meiki (算法明記) i dao nova rešenja za Savagučijevih 15 problema, koristeći svoju verziju multivarijabilne algebre, slične Sekijovoj. Da bi odgovorio na kritike, 1685, TTakebe Katahiro (建部 賢弘), jedan od Sekijevih učenika, objavio je Hacubi Sanpo Genkaj (発微算法諺解), beleške o Hacubi Sanpo, u kojima je pokazao detalje procesa eliminacije algeeliskih simbola.
Efekat uvođenja nove simbolike nije bio ograničen samo na algebru. Sa njim su matematičari u to vreme postali u stanju da izraze matematičke rezultate na opštiji i apstraktniji način. Oni su se koncentrisali na proučavanje eliminacije varijabli.

### Teorija eliminacije
Godine 1683, Seki je nastavio sa teorijom eliminacije, zasnovanom na rezultantama, u Kajfukudai no Ho (解伏題之法). Da bi izrazio rezultantu, razvio je pojam determinante. Dok je u njegovom rukopisu formula za matrice 5×5 očigledno pogrešna, jer je uvek 0, u njegovoj kasnijoj publikaciji, Tajsei Sankei (大成算経), napisanom 1683-1710 sa Katahiro Takebe ((建部 賢弘) i njegovom braćom, pojavljuje se tačna i opšta formula (Laplasova formula za determinantu).
Tanaka je samostalno došao na istu ideju. Indikacija se pojavila u njegovoj knjizi iz 1678: neke od jednačina nakon eliminacije su iste kao rezultanta. U Sanpo Funkaj (算法紛解) (1690?), on je eksplicitno opisao rezultantu i primenio je na nekoliko problema. Godine 1690, Izeki Tomotokii (井関 知辰), matematičar aktivan u Osaki, ali ne i u Hašimotovoj školi, objavio je Sanpo Haki (算法発揮), u kome je dao rezultantu i Laplasovu formulu determinante za slučaj n×n. Odnosi između ovih dela nisu jasni. Seki je svoju matematiku razvio u konkurenciji sa matematičarima u Osaki i Kjotu, u kulturnom centru Japana.
U poređenju sa evropskom matematikom, Sekijev prvi rukopis bio je u vreme Lajbnicovog prvog komentara na ovu temu, koji je tretirao matrice samo do slučaja 3x3. Tema je bila zaboravljena na Zapadu sve dok Gabrijela Kramera nisu doveli isti motivi 1750. godine. Teoriju eliminacije ekvivalentnu vasan formi ponovo je otkrio Etjen Bezu 1764. Laplasova formula je uspostavljena ne ranije od 1750. godine.
Sa teorijom eliminacije u ruci, veliki deo problema tretiranih u Sekijevo vreme postao je u principu rešiv, s obzirom da je kineska tradicija geometrije skoro svedena na algebru. U praksi, metoda bi se mogla osnovati pod ogromnom računskom složenošću. Ipak, ova teorija je imala značajan uticaj na pravac razvoja vasana. Nakon što je eliminacija završena, ostaje da se numerički pronađu pravi koreni jednačine sa jednom promenljivom. Hornerova metoda, iako dobro poznata u Kini, nije preneta u Japan u svom konačnom obliku. Tako da je Seki to morao sam da reši. Ponekad mu se pripisuje Hornerov metod, što istorijski nije tačno. On je takođe predložio poboljšanje Hornerovog metoda: izostavljanje termina višeg reda nakon nekih iteracija. Ova praksa je ista kao kod Njutn-Rafsonove metode, ali sa potpuno drugom perspektivom. Ni on, ni njegovi učenici nisu imali, striktno govoreći, ideju derivata.
Seki je takođe proučavao svojstva algebarskih jednačina za pomoć u numeričkom rešavanju. Najznačajniji od njih su uslovi za postojanje višestrukih korena na osnovu diskriminanti, što je rezultanta polinoma i njegovog „derivata“: Njegova radna definicija „derivacije“ bila je O(h) -termin u f(x + h), koji je izračunat binomnom teoremom.
On je dobio izvesne procene broja realnih korena polinomske jednačine.

## Izabrani radovi
U statističkom pregledu koji je proizveden iz radova Sekija Takakazua i o njemu, OCLC/WorldCat obuhvata oko 50+ radova u 50+ publikacija na tri jezika i 100+ bibliotečkih fondova.
- 1683 – Kenpu no hō (驗符之法) OCLC 045626660
- 1712 – Katsuyō sanpō (括要算法) OCLC 049703813
- Seki Takakazu zenshū (關孝和全集) OCLC 006343391, sabrana dela

## Literatura
- Endō Toshisada (1896). History of mathematics in Japan (日本數學史史 Dai Nihon sūgakush). Tōkyō: _____. OCLC 122770600
- Horiuchi, Annick. (1994).  Paris: Librairie Philosophique J. Vrin. Horiuchi, Annick (1994). Les Mathematiques Japonaises a L'Epoque d'Edo (1600–1868): Une Etude des Travaux de Seki Takakazu (?-1708) et de Takebe Katahiro (1664–1739).. ISBN 9782711612130. OCLC 318334322.
- Howard Whitley, Eves. (1990).  Philadelphia: Saunders. Eves, Howard (1990). An Introduction to the History of Mathematics.. Saunders College Pub. ISBN 9780030295584. OCLC 20842510.
- Poole, David. (2005).  Belmont, California: Thomson Brooks/Cole. Poole, David (2005). Linear algebra: a Modern Introduction.. Thomson Brooks/Cole. ISBN 9780534998455. OCLC 67379937.
- Restivo, Sal P. (1992).  Dordrecht: Kluwer Academic Publishers. Restivo, Sal P. (30. 11. 1992). Mathematics in Society and History: Sociological Inquiries.. Springer. ISBN 9780792317654. OCLC 25709270.
- Sato, Kenichi. (2005). Kinsei Nihon Suugakushi -Seki Takakazu no jitsuzou wo motomete. Tokyo: University of Tokyo Press. ISBN 4-13-061355-3.
- Selin, Helaine. (1997).  Dordrecht: Kluwer/Springer. Selin, Helaine (31. 7. 1997). Encyclopaedia of the History of Science, Technology, and Medicine in Non-Western Cultures.. Springer. ISBN 9780792340669. OCLC 186451909.
- David Eugene Smith and Yoshio Mikami. . Smith, David Eugene; Mikami, Yoshio (1914). A History of Japanese Mathematics. OCLC 1515528. Chicago: Open Court Publishing.  Alternate online, full-text copy at archive.org

## Spoljašnje veze
- O'Connor, John J.; Robertson, Edmund F. „Takakazu Shinsuke Seki”. MacTutor History of Mathematics archive. University of St Andrews.